# Vrouwkenshoekkreek
De Vrouwkenshoekkreek is een kreek in het Meetjeslands krekengebied ten noorden van de Oost-Vlaamse plaats Sint-Laureins.
De kreek maakt onderdeel uit van een groter krekensysteem dat ook de Blokkreek omvat.
Hoewel het een waardevolle kreek was, werd deze in de jaren '50 van de 20e eeuw opgevuld met sediment dat afkomstig was van het uitbaggeren van het nabijgelegen Leopoldkanaal. Hiermee verdween het bijzondere biotoop en vond men slechts grasland op de plaats waar eens de kreek lag.
In de jaren '90 van de 20e eeuw werd het terrein aangekocht door Natuurpunt en vanaf 2009 vonden herstelwerkzaamheden plaats waarbij onder meer de verbinding werd hersteld met de op Nederlands gebied (ten zuiden van Sint Kruis) gelegen Blokkreek, welke eveneens een hersteloperatie had ondergaan.
In 2012 waren de herstelwerkzaamheden voltooid. Naast de functie van natuurgebied kan het systeem ook als waterberging worden ingezet.